# Klinte pastorat
Klinte pastorat är ett pastorat i Medeltredingens kontrakt i Visby stift i Svenska kyrkan.
Pastoratskoden är 120207.
Pastoratet omfattar sedan 2012 följande församlingar:
- Klinte församling
- Fröjels församling
- Eksta församling
- Sproge församling
- Sanda, Västergarn och Mästerby församling
- Hejde församling
- Väte församling